# Buddismo nel mondo

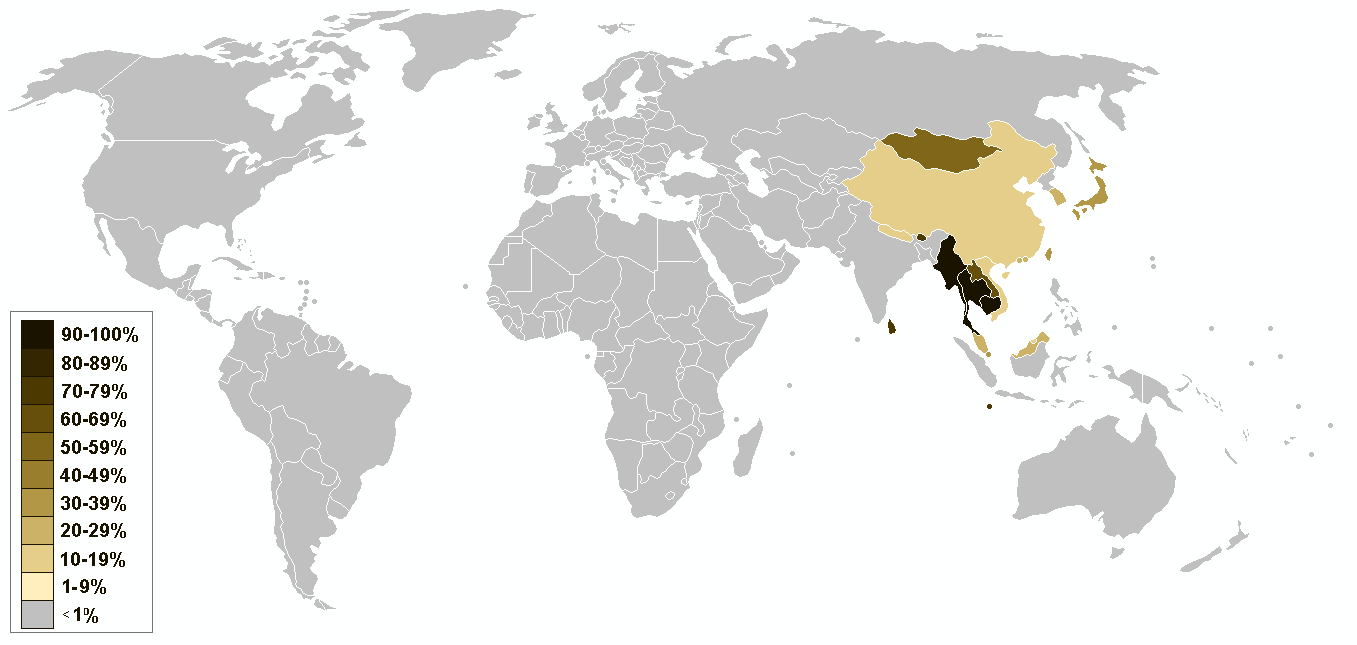
Percentuale di aderenti culturali/nominali delle varie forme correlate di buddismo (secondo le stime più alte).

Il buddismo è, su scala mondiale, maggiormente concentrato nel continente asiatico, in special modo nel sud-est asiatico, anche se soprattutto nel corso del XX secolo si è sempre più fatto conoscere anche nelle nazioni occidentali a maggioranza cristiana (vedi Storia del buddismo in Occidente). Ha una certa ripresa in certe regioni dell'India, anche a seguito della massiccia immigrazione della comunità tibetana in esilio assieme al XIV Dalai Lama dopo l'invasione cinese del Tibet nel 1959 e il movimento Buddhista Dalit.
Le stime riguardanti la popolazione di fede buddhista possono variare anche significativamente a seconda della 'Via' specifica a cui si aderisce: le stime più accettate vanno dai 350 ai 550 milioni di praticanti. Questi numeri rendono il buddismo di fatto la quarta religione per numero di credenti dopo il Cristianesimo, l'Islamismo e l'Induismo; vi son infine altre stime secondo cui, sommando tutti i simpatizzanti oltre agli aderenti alle varie dottrine particolari derivanti tutte dagli originali insegnamenti del Buddha che porterebbero il numero complessivo dei buddisti ad oltre un miliardo di esseri umani sparsi in tutto il pianeta.
Di seguito l'elenco dei praticanti Buddhisti per singola nazione:
1. Bhutan 98%
2. Thailandia 95%
3. Cambogia 95%
4. Laos 90%
5. Birmania 85%
6. Sri Lanka 70%
7. Mongolia 53%
8. Giappone 40%
9. Taiwan 35%
10. Singapore 33%
11. Corea del Sud 23%
12. Malaysia 20%
13. Cina 20%
14. Vietnam 16%
15. Nepal 9%
16. Indonesia 5%
17. India 2%

## Metodologia
La stima di buddhisti nel mondo risulta abbastanza complicata e difficoltosa in molti paesi a causa di problemi di definizione, oltre che di reali problemi pratici di enumerazione. Tanto per cominciare le credenze religiose, le pratiche dottrinali e identità di tipo spirituale dell'Asia orientale (regione questa comprendente la maggior parte dei buddhisti di tutto il pianeta) spesso si trovano naturalmente a fondere il buddismo originario con altre tradizioni native di certi paesi, tra cui il Confucianesimo nella Repubblica popolare cinese, il Taoismo d'origine cinese, lo Shintoismo trovato in Giappone ed infine anche lo Sciamanesimo coreano.
Alcuni tra i seguaci della pratica dottrinale buddhista non appartengono poi a vere e proprie congregazioni strutturali organizzate, non osservando il preciso rituale di aderenza al triplice "prendere Rifugio"-Triratna (nel Buddha, nel Dharma ed infine anche nel Sangha o comunità monastica); tutto ciò rende alquanto difficile stimare il numero degli effettivi praticanti. Un'ulteriore sfida è dovuta all'ostilità dovuta a molti governi nazionali, specialmente quelli comunisti cinesi e della Corea del Nord, ma anche in parte del Vietnam; questo sia alla religione in generale che al buddismo in particolare.
La politica ufficiale dei governi in questi paesi può condurre ad incoraggiare i praticanti buddhisti a nascondere la loro autentica fede, pertanto conseguentemente anche alla mancata denuncia d'adesione a tal credenza-dottrina e ad un abbassamento del totale numerico ufficiale: in conclusione il numero dei praticanti religiosi in questi paesi può esser drasticamente sottovalutato.
Le tre forme di buddismo numericamente più importanti sono:
1. buddismo Mahāyāna: comprende il buddismo praticato da più lungo tempo in Asia orientale, con non meno di 550 milioni di aderenti e simpatizzanti, quando non effettivi praticanti. Questa è la forma predominante esistente in Tibet ed in generale in tutto il territorio cinese, oltre che in Corea del Sud, Giappone, Taiwan, Singapore, Indonesia e Vietnam[33].
2. buddismo Theravada: con non meno di 125 milioni di aderenti, questa è la forma predominante praticata in Cambogia, Thailandia, Laos, Sri Lanka ed infine Birmania.
3. buddismo Vajrayāna: con circa 20 milioni di aderenti, questa forma predominante, oltre che tra gli stessi tibetani, anche tra i mongoli e le comunità presenti nelle regioni dell'Himalaya. Oltre ai paesi indipendenti di Mongolia e Bhutan e a vari territori di quella che oggi è la Cina occidentale, la tradizione del "Veicolo adamantino" è presente in alcune regioni autonome dell'attuale Russia (ad esempio Calmucchia e Buriazia), dell'India (in Sikkim e Ladakh) e del Nepal (nel Khumbu).

Il Vajrayana, conosciuto anche come quella specifica forma di buddismo che segue i sacri testi dei Tantra di origine induista-Shivaita, può a volte venir spesso confuso in toto col buddismo tibetano e pertanto è una definizione alquanto imprecisa. Infine il buddismo Shingon (la branca tantrica nipponica) ed alte forme minoritarie di buddismo praticano il "Veicolo di Diamante".
Vi sono almeno 7 nazioni, ossia Sri Lanka, Thailandia, Cambogia, Laos, Birmania, Bhutan e Mongolia, i quali hanno una netta maggioranza di praticanti buddhisti; a seconda di come vengono stimati gli aderenti in Cina occidentale ed in altre zone, tale numero potrebbe espandersi includendo anche altri paesi (in primis il Tibet). Il buddismo è la religione di stato in Cambogia e Bhutan, mentre riceve una menzione di rilievo nelle costituzioni di Thailandia e Sri Lanka.
Nel nord dell'India e in Nepal, ove storicamente è nato e vissuto il fondatore del buddismo, l'ex principe Siddharta Gautama e territori ove s'è inizialmente sviluppata la nuova religione, questa s'è trovata poi fortemente diminuita nel numero dei propri aderenti a partire dal I millennio (ciò causato anche e soprattutto dalla conquista militare islamica di tutta l'Asia centrale, dell'India del Nord, con l'Impero Moghul, fino alla Malaysia e all'Indonesia).
| Ceppo etnico    | Buddismo associato alle varie tradizioni religiose locali                 |
| --------------- | ------------------------------------------------------------------------- |
| Cinese          | buddismo Mahāyāna con Confucianesimo, Taoismo e Religione popolare cinese |
| Giapponese      | "buddismo Mahayana" con Shintoismo                                        |
| Coreano         | "buddismo Mahayana" con "Confucianesimo" e Sciamanesimo coreano           |
| Vietnamita      | "buddismo Mahayana" con "Confucianesimo" e "Taoismo", e Dao Mau           |
| Mongolo         | buddismo Vajrayāna con Tengrismo e sciamanismo mongolo                    |
| Nepalese        | "buddismo Vajrayana" con Induismo                                         |
| Ebrei buddhisti | buddismo con Ebraismo                                                     |

### Buddismo in Asia
- buddismo in Birmania: nel paese vi sono all'incirca 100.000 monaci. La pratica maggiormente seguita è quella che segue il culto dei Nats o spiriti dei luoghi e della Natura.
- buddismo in Cambogia: dal 1993 il buddismo theravada è religione di Stato e nel paese vi sono più di 30.000 monaci accertati.
- buddismo coreano: nel paese è dominante l'ordine Jogye/Chogye. Coloro che desiderano intraprendere la via del monachesimo debbono prima completare la propria istruzione secondaria.
- buddismo cinese: viene seguita nella stragrande maggioranza dei casi la Via de buddismo Mahāyāna, fortemente segnata dalla devozione alle figure dei Bodhisattva.
- buddismo in India: il buddismo, a seguito del grave declino occorsogli a partire dal X secolo e quasi completamente scomparso dalla sua terra d'origine, ha avuto fasi di rinascita variegate in molte delle sue forme, soprattutto quella della meditazione Vipassanā e grazie alla conversione di massa dei Dalit (gli ex intoccabili o sub-casta dei paria) avviata nel 1956 dal politico e filosofo Bhimrao Ramji Ambedkar
- buddismo giapponese: durante il periodo Meiji, per volontà dell'omonimo imperatore Meiji (regnante tra il 1868 e il 1912) il buddismo venne forzosamente separato dalle pratiche più naturalistiche dello Shintoismo, perdendo pertanto sempre più la propria influenza a favore di quest'ultimo. Al termine della seconda guerra mondiale la promulgazione di una costituzione di tipo liberale ha notevolmente favorito lo sviluppo di una notevole varietà di sette neo-buddhiste, spesso ispirate al Sutra del Loto e, tra le quali le più note sono la Soka Gakkai, la Risshō Kōsei Kai, la Reiyūkai e la Shinnyo-en di stampo tantrico.
 Questi movimenti laici, molto attivi sia per il numero dei partecipanti (oltre 10 milioni sono gli adepti della sola Soka Gakka) - sono parte di quello che viene chiamato "shinshūkyō (新宗教?) o shinkō shūkyō (新興宗教?)" - (vedi nuove religioni giapponesi) che per il notevole peso politico assunto viepiù col passar degli anni all'interno della società nipponica.

L'epoca moderna ha poi conosciuto anche maestri Zen d'origine giapponese di notevole importanza, come Daiun Harada o Kōdō Sawaki; alcuni dei loro seguaci, come Taisen Deshimaru hanno reato importanti Sangha in terra occidentale. Anche dopo il termine dell'era Meiji sono stati mantenuti un certo numero di cambiamenti, come ad esempio la possibilità di sposarsi per i monaci ed un certo allentamento delle severe regole monastiche. La stessa direzione dei templi è diventata un patrimonio che può essere tramandato di generazione in generazione, quindi da padre a figlio/a.
I templi giapponesi buddhisti continuano infine ad esser massicciamente frequentati durante speciali occasioni festive, molto spesso indipendentemente dalla stessa specifica corrente di appartenenza: a tutt'oggi le forme più rappresentative sono il tantrismo Shingon e quello Tendai, poi il già succitato Zen (nelle sue forme di Sōtō-shū, Rinzai-shū e Ōbaku-shū), l'Amidismo ed infine la scuola del buddismo Nichiren (il cui nome deriva dall'omonimo fondatore Nichiren (1222-1282).
- buddismo in Laos: il governo ha imposto al Sangha il sostegno al regime esistente; qui il buddismo coesiste con varie forme di animismo basate fondamentalmente sugli spiriti Phi-domestici e sull'esercizio calligrafico derivante dai Kōan.
- buddismo in Mongolia: qui i buddhisti sono prevalentemente Gelugpa, ossia appartenenti alla cosiddetta "scuola dei berretti gialli".
- buddismo in Nepal: v'è un progressivo indebolimento della dottrina buddhista a fronte d'un altrettanto progressivo accrescimento di quella induista. A tutt'oggi vi si trovano poco più di 400 templi sparpagliati per tutto il paese, ma soprattutto tra l'etnia Newa laddove i monaci possono sposarsi se vogliono.
- buddismo nello Sri Lanka: i monaci buddhisti all'incirca 20.000, svolgono un ruolo essenziale all'interno della società cingalese ed alcuni di loro preferiscono vivere come eremiti. A seguito delle elezioni del 1956 la comunità buddhista tende ad unirsi per combattere contro le influenze congiunte di cristiani e Tamil (popolo).
- buddismo in Thailandia: in tutto il paese vi sono tra i 200 e i 300.000 monaci. Una buona fetta della popolazione maschile accede, per un certo periodo della propria vita, allo stato monacale durante la giovinezza, ritornando poi allo stato laicale al termine di quest'esperienza esistenziale.
- buddismo tibetano: durante la cosiddetta grande rivoluzione culturale imposta da Mao Tse Tung, il 95% almeno della totalità dei monasteri buddhisti sono stati letteralmente distrutti in tutto il paese. Le Cinque scuole del buddismo tibetano che si distinguono sono: Bön, Nyingma, Kagyupa, Gelugpa ed infine la scuola Sakya.

Bandiera del buddismo